# Cylindromyces striatus
Cylindromyces striatus är en svampart som beskrevs av Manohar., D.K. Agarwal & N.K. Rao 2004. Cylindromyces striatus ingår i släktet Cylindromyces, divisionen sporsäcksvampar och riket svampar.   Inga underarter finns listade i Catalogue of Life.